# Swithinbank-Gletscher
Der Swithinbank-Gletscher ist ein Gletscher an der Fallières-Küste des Grahamlands auf der Antarktischen Halbinsel. Er mündet in den südöstlichen Winkel der Square Bay.
Der Falkland Islands Dependencies Survey kartierte ihn anhand von Vermessungen und Luftaufnahmen aus den Jahren von 1946 bis 1959. Das UK Antarctic Place-Names Committee benannte ihn 1964 nach dem britischen Glaziologen Charles Winthrop Molesworth Swithinbank (1926–2014), der an mehreren britischen, neuseeländischen und US-amerikanischen Expeditionen nach Antarktika zwischen 1949 und 1962 teilgenommen hatte.